# Marchese di Downshire
Marchese di Downshire è un titolo ereditario della nobiltà inglese della parìa d'Irlanda.

## Storia
Il titolo venne creato nel 1789 per Wills Hill, I conte di Hillsborough, Segretario di Stato. Hill era già stato creato Conte di Hillsborough e Visconte Kilwarlin di County Down nella Parìa d'Irlanda nel 1751 con possibilità di trasmettere il titolo, in mancanza di eredi maschi, a suo zio Arthur Hill, I visconte Dungannon. Egli era già stato creato Barone Harwich, di Harwich nella Contea di Essex, nella Parìa di Gran Bretagna nel 1756. Nel 1772 venne onorato anche del titolo di Conte di Hillsborough e Visconte Fairford nella Contea di Gloucester nella Parìa di Gran Bretagna.
Downshire era il figlio primogenito di Trevor Hill, che era stato creato Visconte Hillsborough e Barone Hill di Kilwarlin a County Down, nella Parìa d'Irlanda nel 1717. Trevor Hill era fratello del già menzionato Arthur Hill, I visconte Dungannon.
Nel 2013 il IX marchese è succeduto, sotto i termini di un decreto speciale, al titolo di Barone Sandys. Prima del passaggio dell'House of Lords Act 1999, i marchesi alla Camera dei Lords sedevano col titolo di conti di Hillsborough.
Tra le altre residenze di famiglia, i marchesi possiedono il Castello di Hillsborough, la Blessington Estate nella Contea di Wicklow, ed Easthampstead Park presso Bracknell. I marchesi sono inoltre conestabili ereditari del Forte di Hillsborough.
L'attuale sede della famiglia è il Castello di Clifton, presso Hambleton, North Yorkshire.

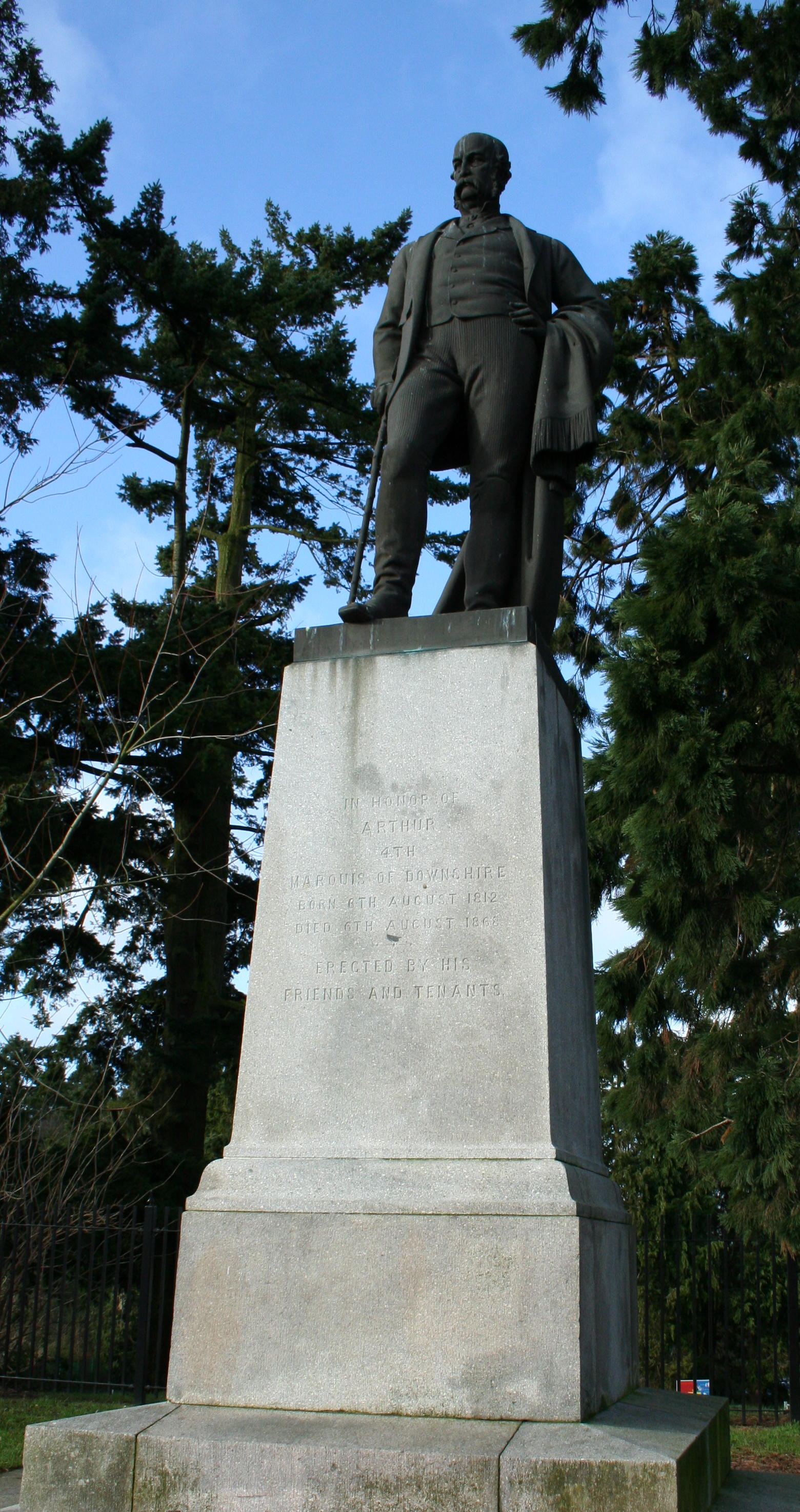
Monumento ad Arthur, IV marchese di Downshire, Hillsborough, County Down

Tra gli altri personaggi di rilievo della famiglia citiamo:
- Sir Moyses Hill, cavaliere (m. febbraio 1630) che giunse in Irlanda come soldato sotto il comando del conte di Essex.
- Arthur Hill (m. april 1663) colonnello sotto Carlo II, parlamentare per le contee di Down, Antrim e Armagh nel First Protectorate Parliament del 1654-5, nominato conestabile del Castello di Hillsborough nel 1660, parlamentare per County Down dal 1661.[1]
- William Hill (died 1693) fu consigliere privato di Carlo II e Giacomo II nonché membro del parlamento per Ballyshannon dal 1661 al 1666.
- Michael Hill (c.1662–1699) fu consigliere privato, membro del parlamento per Saltash e Hillsborough.

## Visconti Hillsborough (1717)
- Trevor Hill, I visconte Hillsborough (1693–1742)
- Wills Hill, II visconte Hillsborough (1718–1793) (creato Marchese di Downshire nel 1789)

## Marchesi di Downshire (1789)
- Wills Hill, I marchese del Downshire (1718–1793)
- Arthur Hill, II marchese del Downshire (1753–1801)
- Arthur Hill, III marchese del Downshire (1788–1845)
- Arthur Hill, IV marchese del Downshire (1812–1868)
- Arthur Hill, V marchese del Downshire (1844–1874)
- Arthur Hill, VI marchese del Downshire (1871–1918)
- Arthur Hill, VII marchese del Downshire (1894–1989)
- Arthur Hill, VIII marchese del Downshire (1929–2003)
- Nicholas Hill, IX marchese del Downshire (1959)

L'erede apparente è il figlio dell'attuale detentore del titolo, Edmund Robin Arthur Hill, conte di Hillsborough (1996).